# جون ألكسندر سينتون
جون ألكسندر سينتون (بالإنجليزية: John Alexander Sinton)‏‏ (2 ديسمبر 1884 في فكتوريا، كولومبيا البريطانية - 25 مارس 1956 ) طبيب عسكري وعالم حشرات وأخصائي ملاريا من المملكة المتحدة، وحاصلًا على صليب فيكتوريا، وهي أعلى جائزة للشجاعة في مواجهة العدو يمكن منحها للقوات البريطانية وقوات الكومنولث.

## الجوائز
- صليب فيكتوريا
- زمالة الجمعية الملكية
- دكتور في الطب